# Rodzinny album (serial telewizyjny 1993)
Rodzinny album (ang. Family Album, 1993) – amerykański serial komediowy stworzony przez Kevina Brighta, Davida Crane'a i Martę Kauffman.
Jego światowa premiera odbyła się 24 września 1993 roku na kanale CBS. Ostatni odcinek został wyemitowany 12 listopada 1993 roku. W Polsce serial był nadawany na kanale TVN 7.

## Obsada
- Giovanni Ribisi jako Elvis DeMattis
- Nancy Cassaro jako Sheila DeMattis
- Rhoda Gemignani jako Rudy DeMattis
- Alan North jako doktor Sid Lerner
- Ashlee Levitch jako Nicki Lerner
- Christopher Miranda jako Jeffrey Lerner
- Peter Scolari jako Jonathan Lerner
- Phillip Van Dyke jako Max Lerner

i inni

## Spis odcinków
| N/o            | Tytuł angielski                                             |
| -------------- | ----------------------------------------------------------- |
|                |                                                             |
| SERIA PIERWSZA |                                                             |
|                |                                                             |
| 01             | Pilot                                                       |
|                |                                                             |
| 02             | Sibling Revelry                                             |
|                |                                                             |
| 03             | Guardian Angel                                              |
|                |                                                             |
| 04             | Winter, Spring, Summer or Fall, All You Gotta Do is Call... |
|                |                                                             |
| 05             | Salon, Farewell, Auf Wiedersehn, Goodbye                    |
|                |                                                             |
| 06             | Will You Still Feed Me?                                     |
|                |                                                             |